# Durek Verrett

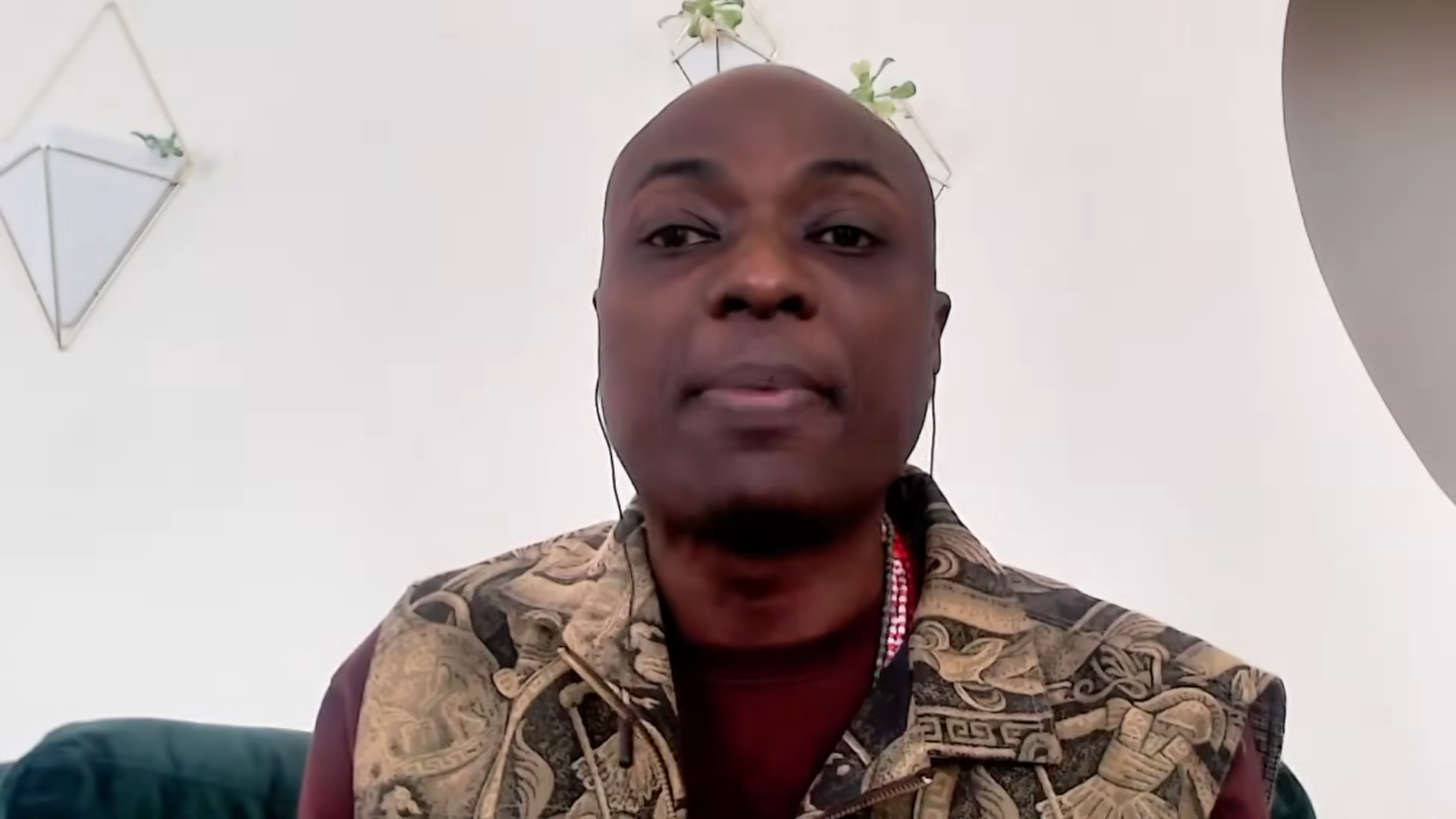
Durek Verrett (2024)

Durek Verrett (* 17. November 1974 als Derek David Verrett) ist ein US-amerikanischer Verschwörungstheoretiker, Alternativtherapeut, bekennender Neo-Schamane und Autor. Er wurde von den Medien und anderen Beobachtern häufig als Hochstapler beschrieben, saß im Gefängnis und wurde wegen verschiedener Verbrechen verhaftet und angeklagt. Am 31. August 2024 heiratete er Prinzessin Märtha Louise von Norwegen.

## Spirit Hacking
In seinem Buch Spirit Hacking vertritt er pseudowissenschaftliche Positionen. So behauptet er, dass Gelegenheitssex unterirdische Geister anziehe, die das Innere der Vagina von Frauen prägen und bietet Übungen zum „Reinigen“ dieser Vaginas an. Er ist der Auffassung, dass Kinder Krebs bekommen, weil sie es wollen. Er behauptet, dass Chemotherapie nicht funktioniere und Krebspatienten nur verabreicht wird, weil Ärzte damit Geld verdienen.
Er vertritt die Reptilien-Verschwörungstheorie und hat erklärt, dass er sich selbst als Reptil betrachtet. Er betrachtet die 5G-Technologie als eine Verschwörung derjenigen, die „den Planeten versklaven“. Er behauptet, dass er zwei Jahre vor den Anschlägen vom 11. September 2001 davon gewusst habe, sich aber entschieden habe, nicht einzugreifen. Er behauptete, dass er das Altern umkehren könne, indem er „Atome dreht“.

## Kontroversen

### Falsche Angaben zu seinem Werdegang
Verrett hat viele falsche Angaben zu seinem Werdegang gemacht, darunter die Behauptung, er habe im Shamir Medical Center in Israel krebskranke Kinder mit schamanistischen Methoden geheilt. Das Krankenhaus stritt jegliche Kenntnis von ihm ab.

### Vorwurf der häuslichen Gewalt
Zahlreiche seiner ehemaligen Partner, darunter sein ehemaliger Verlobter Hank Greenberg, beschuldigten ihn der häuslichen Gewalt.

## Ehen und Beziehungen
Im Jahr 2005 ging Verrett eine Ehe mit Zaneta Marzalkova, einer in Los Angeles ansässigen Tschechin, ein. Im Jahr 2008 meldete er sie den Einwanderungsbehörden als illegale Bewohnerin, was dazu führte, dass sie verhaftet und aus dem Land abgeschoben wurde.
Von 2007 bis 2015 war Verrett mit einem männlichen Verlobten, einem Masseur namens Hank Greenberg, liiert, der auch sein Geschäftspartner war.
Verrett ist seit dem 31. August 2024 mit Prinzessin Märtha Louise von Norwegen verheiratet. Verrett und Märtha Louise verkauften die Rechte an der Hochzeit an eine britische Boulevardzeitung. Die norwegischen Medien beschrieben die Hochzeit als „komisch“ und „peinlich“. Die norwegischen Medien kritisierten König Harald V., weil er die Ausbeutung nationaler Werte und Symbole zu persönlichen finanziellen Gunsten von Märtha Louise und Verrett legitimierte und unterstützte. Die Verbindung der königlichen Familie mit Verrett wird als Mitursache für die Verschlechterung ihres Rufes angesehen.